# ニッコールクラブ
ニッコールクラブ（Nikkor Club ）は、ニコンのカメラ、レンズ愛用者の親善を目的とした写真団体である。
会員数は1983年10月31日時点で157,469人であった。

## 設立の経緯
1951年頃、当時の社長長岡正男から「ニッコール・レンズやニコン・カメラの愛用者は、今後もますます増えて行くだろう、こういった人たちに対して、どのような形でお礼をすればいいだろうか」と相談を受けた三木淳が設立を提案した。その際「会社は金は出すけれども口は出さない」「地道でもいいから細く長く続けていく」という方針も併せて提案し、受け入れられた。
ニコンクラブではなくニッコールクラブという名称になったのは、設立当初から日本光学工業にはライカマウント、コンタックスマウント、エクサクタマウント、アイレス写真機製作所のアイレスフレックス、ベル&ハウエルのシネカメラアイモに使用するレンズなど他社カメラに使用するレンズ製品が多数あり、ニコンクラブとするとそれらのユーザーを排除することになること、日本光学工業（現ニコン）の名前が世に知られるようになったのはニコンカメラより先にニッコールレンズであったことが理由である。特にアイレスフレックスのユーザーは会員数で一時一位を占めていた。その後ニッコールレンズは大判用レンズも発売され、ゼンザブロニカ、マーシャルプレス、プラウベルのプラウベルマキナなどにも使用され、これらのユーザーも入会可能である。

## 設立・第一回撮影会

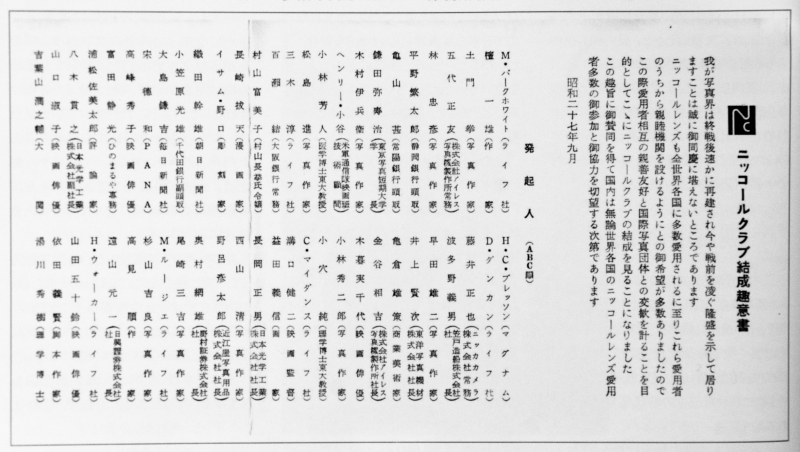
ニッコールクラブ結成趣意書、1952年9月。

1952年9月1日、株式会社ニコン（当時の日本光学工業株式会社）の取締役社長長岡正男を中心として、木村伊兵衛、土門拳、三木淳、亀倉雄策、高峰秀子、デビッド・ダグラス・ダンカン、マーガレット・バーク＝ホワイトなどが発起人となって設立された。発足時の会員数は971名であった。当日は豊島園にて有馬稲子や岡田茉莉子をモデルに撮影会が行われた。

## 歴代の会長
- 創立者・初代会長 - 長岡正男
- 二代目 - 木村伊兵衛
- 三代目 - 三木淳（1974年5月木村伊兵衛死去により就任）
- 四代目 - 佐藤明
- 五代目 - 江成常夫
- 六代目 - 西岡隆男
- 七代目 - 五代厚司
- 八代目 - 北端秀行
- 九代目 - 上村公人[1]

## ニッコールクラブ顧問
- 大西みつぐ
- 小林紀晴
- 佐藤倫子
- ハナブサ・リュウ
- 三好和義

上記は2020年のメンバー。
2021年４月以降、ニッコールクラブ顧問はニッコールクラブアドバイザーとなる。

## ニッコールクラブアドバイザー(2021年4月以降）
2021年度よりニッコールクラブ顧問は、ニッコールクラブアドバイザーと変更された。
それまでのニッコールクラブの運営は、顧問・会長・事務局の合議制によりなされてきたが体制を変更し、会長・副会長・事務局の合議による運営となった。「顧問」は運営に係わる合議からは離れ、従来より担当していたセミナーやフォトコンテスト審査、支部批評などの各種活動に「アドバイザー」として協力する立場となる。
なお、副会長には株式会社ニコンイメージングジャパンの役職者2名が就任。
ニッコールクラブアドバイザー
- 秋山華子(写真家)
- 上田晃司(写真家)
- 熊切大輔(写真家)
- 小林紀晴(写真家)
- 佐藤倫子(写真家)
- 三好和義(写真家)

ニッコールクラブ シニア・アドバイザー
- 大西みつぐ(写真家)
- ハナブサ・リュウ(写真家)